# Жуто лице
„Жуто лице” (енгл. The Adventure of the Yellow Face) је једна од 56 приповедака о Шерлоку Холмсу које је написао Артур Конан Дојл и трећа је прича у Мемоарима Шерлока Холмса. Објављена је у британском часопису The Strand Magazine у фебруару 1893, као и америчком часопису Harper's Weekly 11. фебруара исте године.
Као једно од Дојлових сентименталних дела, прича је изузетна по томе што се Холмсова дедукција током ње показује нетачном. Према доктору Вотсону:
„...тамо где је он погрешио, пречесто се дешавало да нико други није успео... С времена на време, међутим, дешавало се да се истина ипак открије чак и када је погрешио.”

## Радња
Шерлок Холмс, који пати од досаде због недостатка случајева, враћа се кући из шетње са доктором Вотсоном и открива да је пропустио посетиоца, али да је клијент оставио своју лулу. Из тога Холмс закључује да је био узнемирен (јер је заборавио лулу); да ју је високо ценио (јер ју је поправио, а не заменио, када је била покварена); да је мишићав, леворук, да има одличне зубе, да је немаран у својим навикама и да је добростојећи.
Ниједан од ових закључака није посебно релевантан за причу: ово су само Холмсове логичке вежбе. Када се посетилац, господин Грант Манро (чије је име Холмс приметио са његове траке на шеширу) врати, Холмс и Вотсон чују причу о Манроовој обмани од стране његове жене Ефи. Раније је била удата у Америци, али су јој муж и дете умрли од жуте грознице, након чега се вратила у Енглеску и упознала и удала се за Манроа. Њихов брак је био блажен – „Нисмо имали разлике, ни једне, ни у мислима, ни у речима, ни у делима”, каже Грант Манро – све док она није тражила сто фунти и молила га да је не пита зашто. Два месеца касније, Ефи је ухваћена у тајној вези са новим станарима викендице у близини Манроове куће у Норберију. Манро је видео мистериозну особу жутог лица у овој колиби. Обузет љубомором, проваљује и налази место празно. Међутим, соба у којој је видео тајанствену фигуру је веома удобна и добро опремљена, са портретом његове жене изнад камина.
Холмс, након што је послао Манроа кући са упутствима да га позове ако неко поново дође у викендицу, поверава Вотсону своје уверење да је тајанствена фигура први муж Ефи Манро. Он претпоставља да је муж, пошто је остављен у Америци, дошао у Енглеску да је уцењује.
Након што Манро позове Холмса и Вотсона, њих тројица улазе у викендицу, не обазирући се на Ефине молбе. Они проналазе чудан лик жутог лица, а Холмс одстрањује лице, показујући да је то заправо маска, и откривајући младу девојку која је полуцрнкиња. Затим се открива да је први Ефин муж био Џон Хеброн, афроамерички адвокат; он јесте умро у Америци, али њихова ћерка Луси је преживела. У време када је Ефи дошла у Енглеску, није могла да поведе Луси са собом, пошто је дете још увек било довољно болесно да би пут могао да погорша њено стање. Али касније, након што су се она и Грант венчали, Ефи је чула да је Луси жива и здрава. Након тога, Ефи је обузела жеља да поново види своје дете, па је затражила сто фунти и искористила их да доведе Луси и њену старатељку у Енглеску, и смести их у викендицу близу Манроове куће. Плашила се, међутим, да би Грант могао престати да је воли ако сазна да је она мајка детета мешовите расе, па је све време чинила све да задржи Лусино постојање у тајности.
И Вотсон и Холмс су дирнути Манровим одговором. Вотсон примећује:
...када је стигао [Манроов] одговор, то је било једино о чему сам волео да мислим. Подигао је дете, пољубио је, а затим, још увек је носећи, пружио је другу руку својој жени и окренуо се према вратима. „О томе можемо удобније разговарати код куће”, рекао је он. „Нисам баш добар човек, Ефи, али мислим да сам бољи него што ми ти одајеш признање.”
Холмс извињава себе и Вотсона, и те вечери, након што су се вратили у Улицу Бејкер, каже:
„Вотсоне, ако ти икада падне на памет да постајем мало претерано самоуверен у своје моћи, или да дајем мање труда случају него што заслужује, љубазно ми шапни „Норбери” на уво, и бићу ти бескрајно захвалан.”

## Третман расе
Дојлов саосећајни третман међурасног брака, између Енглескиње и црног адвоката у Атланти, приказан је изузетно либерално за 1890-те. Иако у причи удовица третира расу свог покојног мужа као тајну чије би откриће могло да изазове негативне реакције, овакав брак није био илегалан у Британији, а Вотсон са одобравањем извештава о разумним поступцима њеног другог мужа. Ову причу, међутим, треба поставити уз Дојлову стереотипну карикатуру насилног црног боксера, у приповеци „Три забата” (1926).

## Историја објављивања
Приповетка „Жуто лице” је објављена у британском часопису The Strand Magazine у фебруару 1893. године, а у америчком часопису Harper's Weekly 11. фебруара исте године. Такође је објављена у америчком издању часописа The Strand Magazine у марту 1893. године. Прича је објављена са седам илустрација Сиднеја Паџета у часопису Strand и са две илустрације В. Х. Хајда у часопису Harper's Weekly. Прича је укључена у збирку Мемоари Шерлока Холмса која је објављена у децембру 1893. у Великој Британији и у фебруару 1894. у Сједињеним Државама.

## Адаптације

### Филм и телевизија
Прича је адаптирана као кратки неми филм објављен 1921. године, који је био део филмског серијала у коме је Еје Норвуд глумио Холмса.
На причу се алудира и у BBC-јевој телевизијској серији Шерлок, где је жути смајли насликан на зиду Шерлоковог стана. Поред тога, цитати из приче се користе као тачке заплета у епизоди „Детектив лажов”. Поред тога, град Норбери из приче је представљен у епизоди „Шест Тачерових” у виду Вивијан Норбери, главне противнице у овој епизоди.

### Радио
Едит Мејзер је адаптирала ову причу као епизоду америчке радио-серије Авантуре Шерлока Холмса која је емитована 14. јануара 1932. године, са Ричардом Гордоном као Холмсом и Лијем Ловелом као Вотсоном.
„Жуто лице” је драматизовао Џери Џонс за BBC Radio 4 током 1992. године као епизоду радио-серије из 1989–1998. у којој су глумили Клајв Мерисон као Холмс и Мајкл Вилијамс као Вотсон. У њој се Хелена Брек појавила као као Ефи Манро.
Прича је адаптирана за радио 2005. године као део Класичних авантура Шерлока Холмса, серије у америчкој радио-емисији Imagination Theatre, са Џоном Патриком Лоуријем као Холмсом и Лоренсом Албертом као Вотсоном. Ово је била прва епизода у тој серији.